# Chain Lakes Reservoir
Chain Lakes Reservoir är en reservoar i Kanada.   Den ligger i provinsen Alberta, i den södra delen av landet, 2 900 km väster om huvudstaden Ottawa. Chain Lakes Reservoir ligger 1 342 meter över havet.
Omgivningarna runt Chain Lakes Reservoir är en mosaik av jordbruksmark och naturlig växtlighet. Trakten runt Chain Lakes Reservoir är nära nog obefolkad, med mindre än två invånare per kvadratkilometer.